# 1861 (numero)
Milleottocentosessantuno (1861) è il numero naturale dopo il 1860 e prima del 1862.

## Proprietà matematiche
- È un numero dispari.
- È un numero primo e un numero primo forte.
- È un numero difettivo.
- È esprimibile in un solo modo come somma di due quadrati consecutivi: 1861 = 900 + 961 = 302 + 312.
- È un numero congruente.
- È un numero nontotiente in quanto dispari e diverso da 1.
- È un numero quadrato centrato.
- È un numero intero privo di quadrati.
- È un numero malvagio.
- È parte delle terne pitagoriche (61, 1860, 1861), (1861, 1731660, 1731661).

## Astronomia
- 1861 Komenský è un asteroide della fascia principale del sistema solare

## Astronautica
- Cosmos 1861 è un satellite artificiale russo.